# F4 Thailand: Boys Over Flowers
와치라윗 치와아리
《F4 Thailand: Boys Over Flowers》는 2021년 방영된 태국의 드라마이다.